# Murica
La murica en la concha de un foraminífero es una estructura cónica, con forma de túmulo, que en algunos casos tiene la parte proximal hueca en continuidad con la cámara que la sustenta. Esta está calcificada como una parte integral de la construcción de la primera cámara. La múrica no está en continuidad ultraestructural con la capa que aparentemente la soporta y no está separada de ella por ninguna parte. La murica está compuesta por microgránulos de calcita que geométricamente aparentan una disposición al azar, pero tienen el eje óptico coorientado paralelamente a la longitud de la estructura 